# Щипска галерия за икони
Галерията за икони (на македонска литературна норма: Галерија на икони) е музей в Република Македония, разположен в църквата „Свети Никола“ в Щип.
Галерията е формирана в 1990 година и в нея са събрани голям дял от иконописните творби от Брегалнишкия регион от XVII – XIX век, както и редки и стари църковни книги, сребърни кръстове и метални църковни потири и други ценни църковни предмети. В южния дял на галерията има 29 икони от XVIII и XIX век от зографите Джико от селото Осой, Константин и Петър Новев от селото Тресонче, Кръсте Зограф от Велес, Адамче Найдов и други. Между тези икони се открояват: „Природата на Исус“, „Света Троица“, „Свети Йоан с житие“. В западното крило на галерията има 32 икони, като по-голямата част от тях са от XIX век. Сред авторите на тези икони са Данаил Коцов от Щип и Станислав Доспевски, а по-важни са „Исус Христос“, „Свети Никола“, „Света Богородица“. В северния дял на галерията има 31 икони - шедьоври на Петър Новев, Исая Дебарлия и Константин Андонов, а най-много се открояват „Свети Симеон“, „Свети Мина“ и „Кръщение на Исус“. В северната част има 16 икони.
На главния иконостас на църквата има 67 икони, повечето от тях от 1890 година, дело на Димитър Папрадишки. Освен иконите са изложени псалми, печатани в XIX век в Москва, минеи и евангелия. В галерията са изложени и няколко венчални корони от XIX век и друга църковна утвар – сребърни потири, лъжици, кръстове, кандила.